# Rock Racing/2007
Deze pagina geeft een overzicht van de wielerploeg Rock Racing in 2007.

## Renners
| Naam                                          | Geboortedatum | Nationaliteit    | Ploeg 2006                                |
| --------------------------------------------- | ------------- | ---------------- | ----------------------------------------- |
| Rahsaan Bahati                                | 13-02-1982    | Verenigde Staten | Team Tiaa-Cref (Piste)                    |
| Austin Carroll                                | 10-04-1987    | Verenigde Staten | Beloften                                  |
| David Clinger (vanaf 12.05)                   | 22-11-1977    | Verenigde Staten | Geen Ploeg                                |
| Mariano Friedick                              | 09-01-1975    | Verenigde Staten | Toyota United Cycling Team                |
| Lucas Sebastian Haedo (vanaf 01.06 tot 01.09) | 18-04-1983    | Argentinië       | Beloften                                  |
| Sergio Hernandez                              | 08-01-1985    | Verenigde Staten | Beloften                                  |
| Ronald Hudson                                 | 21-09-1976    | Italië           | Geen ploeg                                |
| Kevin Klein                                   | 25-01-1967    | Verenigde Staten | Geen ploeg                                |
| Kayle Leogrande                               | 29-03-1977    | Verenigde Staten | Geen ploeg                                |
| Stirling Magnell                              | 05-04-1983    | Verenigde Staten | Toyota United Cycling Team                |
| Haldane Morris                                | 21-05-1971    | Verenigde Staten | Geen ploeg                                |
| Rudolph Napolitano                            | 25-03-1974    | Verenigde Staten | Unibet.com                                |
| Adam Switters                                 | 25-02-1987    | Verenigde Staten | Geen ploeg                                |
| Jeremiah Wiscovitch                           | 23-12-1983    | Verenigde Staten | Successfulliving.com Presented By ParkPre |